# Movii
Movii es una billetera digital y fintech colombiana especializada en servicios bancarios, financieros y pagos móviles completamente en línea, que ofrece productos de terceros. Se lanzó al público el 11 de julio de 2018 con el fin de generar inclusión financiera en el país.
Tras su lanzamiento, Movii se convirtió en la primera Fintech regulada en el país bajo el modelo de Sociedad Especializada en Pagos Electrónicos (SEDPE) ofreciendole a sus usuarios servicios relacionados con depósitos virtuales y transacciones de dinero. Opera a través de una aplicación móvil y una tarjeta prepago de débito, convirtiéndose así en la primera aplicación de este tipo en utilizar este servicio en Colombia.

## Historia
Movii fue fundada por Julian Montejo y Hernando Rubio en 2018 con el propósito de minimizar las barreras existentes para fomentar la inclusión financiera desde la digitalización, para contribuir con los objetivos de desarrollo social, crecimiento económico e impulso a la economía naranja que son los principales objetivos del país.
Con el propósito de usar la tecnología para cambiar el modelo de negocios tradicional de los bancos, pensó en fundar una institución financiera que prestara servicios con buena usabilidad y casi gratuitos para la gente y con eso tener crecimiento exponencial, permitiéndole a más usuarios poder pagar o ser pagados de manera digital y posibilitar que la personas hagan con su dinero lo que no pueden hacer con el efectivo.
En marzo de 2019 Movii lanza al mercado la tarjeta débito recargable Movii con el apoyo de Moviired, MasterCard y la IFC, ingresando de esta manera al mercado de servicios financieros para las personas no incluidas con un producto desarrollado en Colombia, contando con el respaldo y apoyo de diversas empresas de tecnología alrededor del mundo.

## Tarjeta Movii
Movii ofrece dentro de sus servicios una tarjeta prepago de débito en la cual los usuarios pueden realizar todo tipo de transacciones. Se trata de una tarjeta MasterCard prepagada que el cliente puede recargar mediante transferencia bancaria o una tarjeta de débito existente, también puede recargarse a través de corresponsales bancarios y cajeros del Grupo Aval, transferencia a través de PSE, en puntos Baloto, entre otros. Fue en marzo de 2019, cuando se lanzó esta tarjeta de débito Mastercard dirigida a los usuarios con otras tarjetas y nuevos clientes.
El saldo de la tarjeta se puede gastar utilizando contactless, chip+pin, banda magnética o aplicaciones en línea. Al igual que todos los proveedores de tarjetas, Movii impone una serie de límites en la retirada de efectivo en cajeros automáticos, las cantidades de recarga, los pagos únicos y el saldo total de la tarjeta.

## Aplicación móvil
Movii ha desarrollado aplicaciones para Android y iOS. Los pagos realizados con tarjetas Movii disparan notificaciones de manera automática en tiempo real a través de dichas aplicaciones, donde además se pueden visualizar transacciones anteriores. Los usuarios pueden categorizar sus transacciones, "congelar" su tarjeta si es perdida o robada o marcar determinadas transacciones como gastos de empresa, entre otras funcionalidades.